# Day Nunatak
Day Nunatak är en nunatak i Antarktis. Den ligger i Västantarktis. Argentina, Chile och Storbritannien gör anspråk på området. Toppen på Day Nunatak är 221 meter över havet.
Terrängen runt Day Nunatak är kuperad österut, men västerut är den platt. Trakten är obefolkad. Det finns inga samhällen i närheten.